# Amphoe Phak Hai
Amphoe Phak Hai (Thai: อำเภอ ผักไห่, Aussprache: ʔāmpʰɤ̄ː pʰàk hàj) ist ein Landkreis (Amphoe – Verwaltungs-Distrikt) im nordwestlichen Teil der Provinz Ayutthaya („Provinz Phra Nakhon Si Ayutthaya“). Die Provinz Ayutthaya liegt in der Zentralregion von Thailand.

## Etymologie
Wahrscheinlich stammt der Name Phak Hai aus einer Nirat-Dichtung des thailändischen Nationaldichters Sunthorn Phu, der ein Dorf namens Ban Pak Hai erwähnt. Allerdings wurde später die thailändische Schreibweise geändert, so dass es heute nach einer Art Gras genannt wird, das in Sümpfen wächst.

## Geographie
Benachbarte Landkreise sind (von Norden aus im Uhrzeigersinn): Amphoe Wiset Chai Chan und Pa Mok der Provinz Ang Thong, die Amphoe Bang Ban, Sena und Bang Sai der Provinz Ayutthaya sowie die Amphoe Bang Pla Ma und Mueang Suphan Buri der Provinz Suphan Buri.

## Geschichte
In der Vergangenheit hieß dieser Landkreis Khwaeng Sena Yai. Er wurde gegen Ende des 19. Jahrhunderts zu einem Amphoe umgewandelt. Im Jahr 1917 wurde der Kreis umbenannt nach dem Namen des zentralen Tambon Phak Hai.

## Verwaltungsgliederung

### Provinzverwaltung
Der Landkreis Phak Hai ist in 16 Tambon („Unterbezirke“ oder „Gemeinden“) eingeteilt, die sich weiter in 128 Muban („Dörfer“) unterteilen.
| Nr.  | Name          | Thai      | Muban | Einw. |
| ---- | ------------- | --------- | ----- | ----- |
| 01.  | Phak Hai      | ผักไห่      | 12    | 4.429 |
| 02.  | Ammarit       | อมฤต      | 11    | 2.039 |
| 03.  | Ban Khae      | บ้านแค     | 08    | 3.344 |
| 04.  | Lat Nam Khem  | ลาดน้ำเค็ม  | 06    | 2.287 |
| 05.  | Talan         | ตาลาน     | 07    | 1.861 |
| 06.  | Tha Din Daeng | ท่าดินแดง   | 08    | 2.010 |
| 07.  | Don Lan       | ดอนลาน    | 06    | 2.185 |
| 08.  | Na Khu        | นาคู       | 08    | 2.197 |
| 09.  | Kudi          | กุฎี        | 12    | 2.384 |
| 010. | Lam Takhian   | ลำตะเคียน  | 05    | 1.241 |
| 011. | Khok Chang    | โคกช้าง    | 05    | 1.641 |
| 012. | Chakkarat     | จักราช     | 06    | 2.148 |
| 013. | Nong Nam Yai  | หนองน้ำใหญ่ | 11    | 5.999 |
| 014. | Lat Chit      | ลาดชิด     | 10    | 3.669 |
| 015. | Na Khok       | หน้าโคก    | 07    | 2.309 |
| 016. | Ban Yai       | บ้านใหญ่    | 06    | 2.184 |

### Lokalverwaltung
Es gibt eine Kommune mit „Stadt“-Status (Thesaban Mueang) im Landkreis:
- Phak Hai (Thai: เทศบาลเมืองผักไห่) bestehend aus den kompletten Tambon Ammarit, Ban Yai und den Teilen der Tambon Phak Hai, Talan, Lat Chit, Na Khok.

Es gibt eine Kommune mit „Kleinstadt“-Status (Thesaban Tambon) im Landkreis:
- Lat Chado (Thai: เทศบาลตำบลลาดชะโด) bestehend aus den kompletten Tambon Chakkarat, Nong Nam Yai.

Außerdem gibt es acht „Tambon-Verwaltungsorganisationen“ (องค์การบริหารส่วนตำบล – Tambon Administrative Organizations, TAO)
- Ban Khae (Thai: องค์การบริหารส่วนตำบลบ้านแค) bestehend aus dem kompletten Tambon Ban Khae.
- Lat Nam Khem (Thai: องค์การบริหารส่วนตำบลลาดน้ำเค็ม) bestehend aus den kompletten Tambon Lat Nam Khem, Khok Chang und Teilen des Tambon Phak Hai.
- Tha Din Daeng (Thai: องค์การบริหารส่วนตำบลท่าดินแดง) bestehend aus dem kompletten Tambon Tha Din Daeng.
- Don Lan (Thai: องค์การบริหารส่วนตำบลดอนลาน) bestehend aus den kompletten Tambon Don Lan, Lam Takhian.
- Na Khu (Thai: องค์การบริหารส่วนตำบลนาคู) bestehend aus dem kompletten Tambon Na Khu.
- Kudi (Thai: องค์การบริหารส่วนตำบลกุฎี) bestehend aus dem kompletten Tambon Kudi.
- Lat Chit (Thai: องค์การบริหารส่วนตำบลลาดชิด) bestehend aus den Teilen der Tambon Talan, Lat Chit.
- Na Khok (Thai: องค์การบริหารส่วนตำบลหน้าโคก) bestehend aus Teilen des Tambon Na Khok.